# FC Barcelone (basket-ball)
Cet article concerne le club de basket-ball du Futbol Club Barcelona. Pour les autres clubs, voir FC Barcelone.
Maillots
Actualités
Le FC Barcelone est un club espagnol de basket-ball, section du club omnisports du Futbol Club Barcelona basé dans la ville de Barcelone en Catalogne (Espagne).
Il partage le Palau Blaugrana avec la section handball, c'est aussi l'un des meilleurs clubs européens.
La section basket-ball possède aussi une partie féminine dans l'élite, sous la dénomination de UB-FC Barcelone (pour Université de Barcelone - FC Barcelone)

## Historique

### Les débuts de la section
La section basket-ball est née en 1926, et l'année suivante elle commence les compétitions au Campionat de Catalunya de Baloncesta (championnat de Catalogne). Durant ces premières années, le FC Barcelone est loin d'être dominateur en Catalogne, rien comparé à des clubs comme : le CE Europa, le Laietà BC, le CB Atlètic Gràcia ou le Société Patrie. il faudra attendre les années 1940 avant que le FC Barcelone n'obtienne ses premiers résultats, et soit reconnu comme un club de basket-ball à part entière. Durant cette période, le club remporte six Copa del Generalissiomo, et atteint une fois la finale. Et, en 1959, il réalise le doublet coupe-championnat, son premier titre de champion par ailleurs.

### L'absence des années 1960
Après cette décennie de titres, le FC Barcelone ne va pas pouvoir confirmer. En 1961, le président Enric Llaudet décide de dissoudre la section, malgré sa popularité. Les fans font pression sur les dirigeants et la section renaît en 1962. En 1964 la première division du championnat espagnol réduit ses effectifs de 14 à 8 clubs et le FCB décide de descendre en 2e division. Il remportera le titre de champion de 2e division 1964-1965 et reviendra donc l'année suivante dans l'élite. Le Barça vivra néanmoins les années 1970 dans l'ombre de ses rivaux : le Real Madrid et la Joventut Badalona.

### Le retour au premier plan, les années 1980
Dans les années 1980, le président Josep Lluís Núñez donne son accord et son soutien à la section pour en faire une des meilleures d'Espagne et d'Europe.De ce soutien résulte une décennie de titres, sous la direction de l'entraîneur Aito Garcia Reneses. La section remporte ainsi 6 titres de Champion d'Espagne, 5 Copa del Rey, et surtout : 2 Coupe des vainqueurs de coupe, une Coupe Korać et un titre de champion du Monde des clubs. Seul manque alors le titre de Champion des clubs champions européen, échouant en finale en 1984.

### À la conquête de l'Europe
Les années 1990 sont dans la continuité de l'équipe bâtie jusqu'alors. Elle remporte ainsi quatre titres nationaux et deux Coupes du Roi. Mais le titre européen lui échappe toujours, malgré 4 apparitions en finale : en 1990 et 1991, c'est le club de Jugoplastika Split - sous le nom de Pop 84 en 1991, qui bat le FC Barcelone en finale. Lors de la finale de 1991, le club espagnol est dirigé par Božidar Maljković qui dirigeait le club yougoslave l'année précédente. En 1996 et 1997, le FC Barcelone échoue en finale face à deux clubs grecs, le Panathinaïkos puis Olympiakós Le Pirée. L'équipe remporte la Coupe Korać en 1999 et on se dit que l'avènement du jeune Pau Gasol devrait lui permettre de concrétiser ses attentes. Il part pour la NBA en 2001, sans avoir réussi à conquérir le titre.
Mais la persévérance finit par payer en 2003. L'équipe, composée entre autres de Dejan Bodiroga, Šarūnas Jasikevičius et Juan Carlos Navarro vient à bout du Benetton Trévise 76-65, et devient championne d'Europe, chez elle, au Palau Sant Jordi de Barcelone.
En 2004, l'assureur suisse Winterthur Group devient le sponsor principal du club qui porte le nom de Winterthur FCB. Ensuite, le club s'appelle Regal FC Barcelona. À partir de 2011 le club s'appelle FC Barcelona Regal.
Le 1er mai 2009, le Barça est battu par le CSKA Moscou (78-82) en demi-finale du Final Four. Il remporte la troisième place aux dépens de l'Olympiakós Le Pirée (95-79). Le meneur de jeu du Barça, Juan Carlos Navarro est désigné MVP de l'Euroligue 2008-2009.
Le 7 mai 2010, après avoir dominé outrageusement la saison européenne en enregistrant une seule défaite, le Barça vient à bout de l'Olympiakós Le Pirée en finale de l'Euroligue sur le score de 64 à 54 après avoir dominé le CSKA Moscou en demi-finale. Juan Carlos Navarro avec 24 points lors de la finale est élu MVP du Final Four.
La ville de Barcelone est de nouveau désignée pour organiser le Final Four de l'euroligue 2011. Après trois défaites lors du premier tour, Barcelone termine son groupe du Top 16 invaincu. En quarts de finale, le FC Barcelone est opposé à un autre gros club européen, le Panathinaïkos dans une série au meilleur des cinq rencontres. Le Barça remporte le premier match de cette série de un point, puis s'incline 75 à 71. Après deux rencontres à Barcelone, les deux rencontres suivantes se disputent en Grèce. Le Panathinaïkos s'impose de deux points lors du premier de ces matchs, puis sur le score de 78 à 67 lors du second, gagnant ainsi sa qualification pour le Final Four. Cela prive ainsi le Barça de la possibilité de conserver son titre européen à domicile.
En 2016-2017, Barcelone se classe sixième de la saison régulière en Espagne (soit son pire résultat depuis 1913) puis est éliminé en quart de finale. Le club ne se classe également que onzième de la phase régulière de l’Euroligue, demi-finaliste de la Copa del Rey et ne remporte aucun trophée. À la fin de cette saison, marquée par les blessures, le Barça renouvelle largement son effectif (départs de Doellman, Oleson, Renfroe, Perpéroglou, Munford, Faverani et Lawal) et remplace l'entraîneur Geórgios Bartzókas par Sito Alonso,,.
En 2017-2018, la saison du Barça est tout aussi médiocre malgré de nombreuses signatures à l'intersaison. En février, Sito Alonso est limogé après un bilan de 7 victoires et 14 défaites en Euroligue et 14 victoires pour 7 défaites en Liga. Il est remplacé à titre intérimaire par l'entraîneur de l'équipe B, Alfred Julbe, puis par Svetislav Pešić,. L'été 2019 est marqué par l'arrivée en provenance de la NBA de Nikola Mirotic. Avec Pešić, le club remporte deux Coupes d'Espagne (2018 et 2019) mais échoue en finale du championnat face à Baskonia en juin 2020. Pešić est remplacé par Šarūnas Jasikevičius le 2 juillet 2020. L'équipe parvient en finale de l'Euroligue et remporte le championnat d'Espagne en juin 2021.
En février 2022, le FC Barcelone remporte sa 27e Coupe du roi face au Real Madrid, la quatrième remportée par le club sur les cinq dernières éditions. Le Barça n'est ainsi plus qu'à un titre d'égaler le Real, club le plus titré.

## Matches face à des équipes de la NBA
Le FC Barcelone a affronté plusieurs équipes de la NBA et a réussi à en battre trois : les Sixers de Philadelphie d'Allen Iverson en 2006, les Lakers de Los Angeles de Kobe Bryant (92-88), alors double champions en titre de la NBA, lors du NBA Europe Live Tour le 7 octobre 2010 au Palau Sant Jordi (c'est la première fois qu'une équipe européenne battait l'équipe championne en titre de la NBA) et les Mavericks de Dallas de Dirk Nowitzki (99-85), champions NBA 2011, le 9 octobre 2012 au Palau Sant Jordi à l'occasion du NBA Europe Live Tour.
En octobre 2016, le Barça affronte le Thunder d'Oklahoma City et s'incline 92-89.

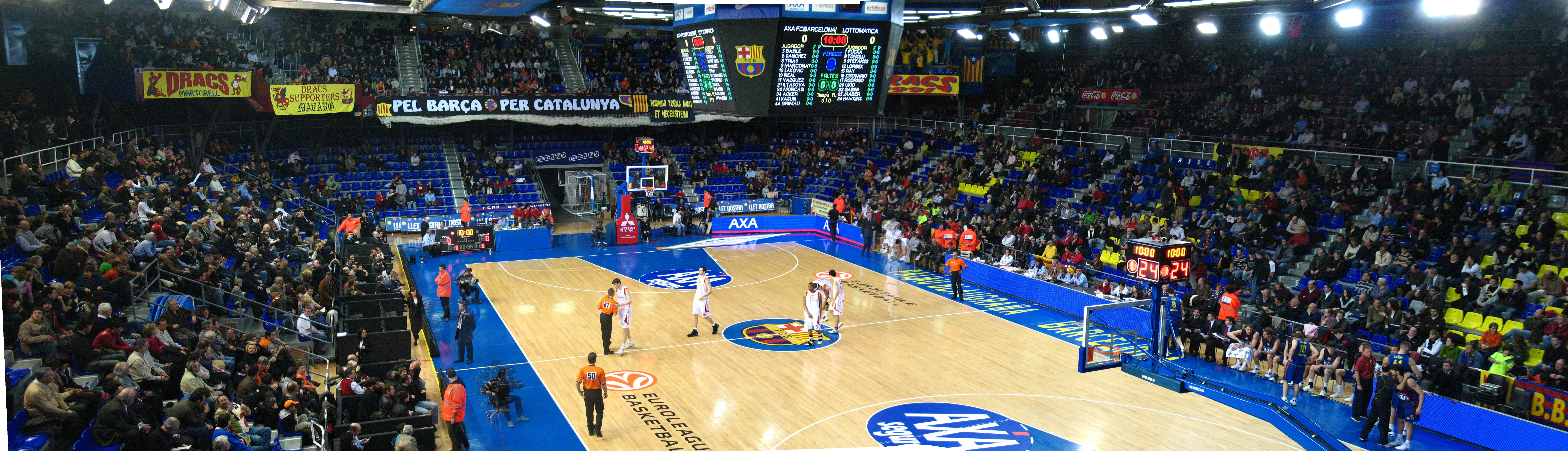
Match à domicile en Euroligue contre le Pallacanestro Virtus Rome en février 2008

## Palmarès

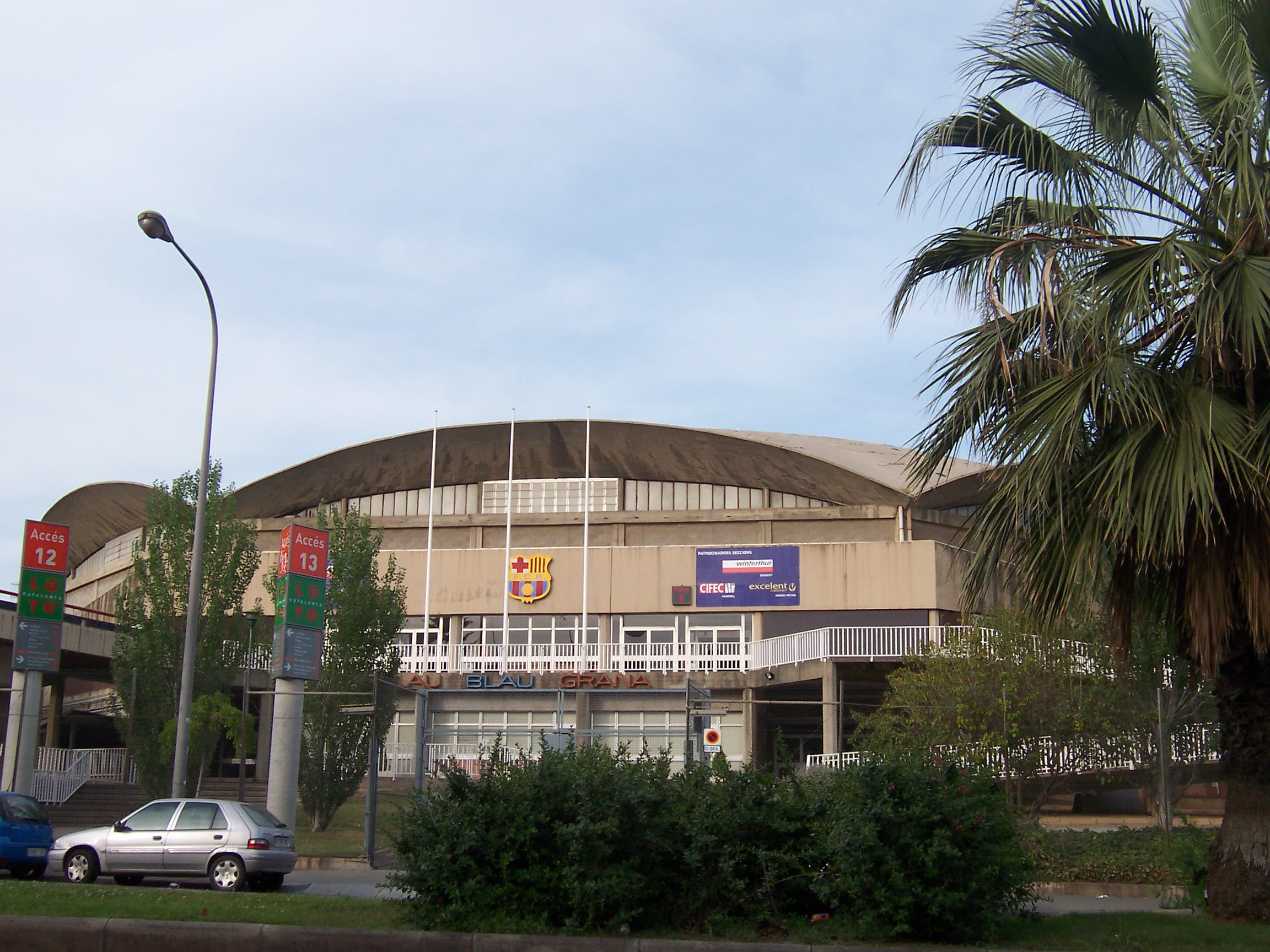
Le Palau Blaugrana

### International
- Coupe intercontinentale (1)
  - Vainqueur : 1985
- Euroligue (2)
  - Champion : 2003, 2010
  - Finaliste : 1984, 1990, 1991, 1996, 1997, 2021
- Coupe des coupes (2) 
  - Vainqueur : 1985, 1986
  - Finaliste : 1981
- Coupe Korać (2)
  - Vainqueur :  1987, 1999
  - Finaliste : 1975

### National
- Liga ACB (20)
  - Champion : 1959, 1981, 1983, 1987, 1988, 1989, 1990, 1995, 1996, 1997, 1999, 2001, 2003, 2004, 2009, 2011, 2012, 2014, 2021 et 2023
- Coupe du Roi (27)
  - Vainqueur : 1943, 1945, 1946, 1947, 1949, 1950, 1959, 1978, 1979, 1980, 1981, 1982, 1983, 1997, 1988, 1991, 1994, 2001, 2003, 2007, 2010, 2011, 2013, 2018, 2019, 2021, 2022
- Supercoupe (5)
  - Vainqueur : 2004, 2009, 2010, 2011, 2015
- Championnat d'Espagne D2 (1)
  - Champion : 1965

## Entraîneurs successifs
| - 2023 - 2024 : Roger Grimau - 2020 - 2023 : Šarūnas Jasikevičius - 2018 - 2020 : Svetislav Pešić - 2018 : Alfred Julbe - 2017 - 2018 : Sito Alonso - 2016 - 2017 : Geórgios Bartzókas - 2008 - 2016 : Xavi Pascual - 2005 - 2008 : Duško Ivanović - 2004 - 2005 : Manolo Flores - 2003 - 2004 : Joan Montes - 2001 - 2003 : Svetislav Pešić - 1998 - 2001 : Aíto García Reneses - 1997 - 1998 : Manel Comas | - 1992 - 1997 : Aíto García Reneses - 1990 - 1992 : Božidar Maljković - 1985 - 1990 : Aíto García Reneses - 1979 - 1985 : Antoni Serra - 1977 - 1979 : Eduardo Kucharski - 1974 - 1976 : Ranko Žeravica |

## Joueurs célèbres ou marquants
Les joueurs indiqués en gras ont eu leur maillot retiré par la Barça.
- Joan "Chichi" Creus
- Rodrigo De la Fuente
- Roberto Dueñas
- Roger Esteller
- Marc Gasol
- Pau Gasol
- Andrés Jiménez
- José Antonio Montero
- Juan Carlos Navarro
- Nacho Rodríguez
- Ricky Rubio
- Nikola Mirotić
- Álex Abrines
- Christian Drejer
- Greg Wiltjer
- Juan Antonio San Epifanio
- Ignacio Solozábal
- Ante Tomić
- Fran Vázquez
- Alex Acker
- Derrick Alston
- Alan Anderson
- Justin Doellman
- Andrija Žižić
- Mario Kasun
- Pete Mickeal
- Darryl Middleton
- Audie Norris
- Chuck Eidson
- David Wood
- Alain Digbeu
- Edwin Jackson
- Michel Morandais
- Patrick Femerling
- Ademola Okulaja
- David Andersen
- Joe Ingles
- Gianluca Basile
- Gregor Fučka
- Šarūnas Jasikevičius
- Artūras Karnišovas
- Jaka Lakovič
- Erazem Lorbek
- Marcelo Nicola
- Anderson Varejão
- Marcelinho Huertas
- Lars Hansen
- Mario Hezonja
- Efthýmios Rentziás
- Piculín Ortiz
- Milan Gurović
- Dejan Bodiroga
- Ersan İlyasova
- Aleksandar Djordjević